# Icositetraedro deltoidal
O icositetraedro deltoidal é um sólido de Catalan.
As sua faces são 24 deltóides.
Tem 48 arestas e 26 vértices.
O poliedro dual do Icositetraedro deltoidal é o rombicuboctaedro.